# Випробування нареченої
«Випробування нареченої» (англ. The Bride Test) — це любовний роман Гелен Хоанг 2019 року.
Ця книжка є продовженням роману «Коефіцієнт поцілунку». Книжка розповідає про Есме, покоївку готелю, якій пропонують супроводжувати на весілля Хая, двоюрідного брата Майкла з першої книги, у якого аутизм та ніколи раніше не було дівчини. Роман вийшов у видавництві Berkley у травні 2019 року.
Хоанг каже, що вона хотіла підірвати шкідливі стереотипи, що оточують аутизм, створивши персонажа з аутизмом через головного героя Кая, якого інші сприймають як холодного та безсердечного, хоча насправді це не так. Книжка була натхненна історією еміграції її матері, а історія Есме виникла безпосередньо з розмов із мамою про те, як це — бути бідною у В'єтнамі та яким було її перше враження від приїзду до США. Хоанг описує роман «Випробування нареченої» як «суміш романів „Зелена карта“ і „Чотири весілля та похорон“ — але з аутизмом».
Роман «Випробування нареченої» отримав позитивні відгуки від Publishers Weekly та Kirkus Reviews.

## Переклад українською
- Хоанг, Гелен (2024). Випробування нареченої. Коефіцієнт поцілунку #2. Т. 2. Переклад: Шевченко, Анна. Віват. с. 336. ISBN 9786171706675.